# Idrogeno e idiozia
Idrogeno e idiozia (Shatterday) è una raccolta di racconti di Harlan Ellison pubblicata nel 1980.
Contiene sedici opere, presentate in precedenza nel periodo tra il 1975 e il 1980, ad eccezione di Lo faresti per un penny?, scritto con Haskell Barkin e pubblicato nel 1967.
Il primo racconto della raccolta, Jeffty ha cinque anni, ha vinto sia il Premio Hugo che il Premio Nebula.
Il volume è aperto da un'introduzione dell'autore, Terrori mortali (Mortal Dreads), e ciascun racconto è preceduto da ulteriori brevi note introduttive.
L'edizione italiana, pubblicata nel 1999, contiene una postfazione di Valerio Evangelisti, Harlan Ellison, o del vedere pericolosamente, nella quale lo scrittore italiano invita il lettore ad abbandonarsi «alla perizia narrativa di Ellison, capace di creare suspense da situazioni apparentemente banali, e di avvincerlo nelle loro spire sempre più fitte e sorprendenti».

## Introduzione dell'autore
Nell'introduzione Harlan Ellison esprime con forza la propria concezione dello scrivere, in contrapposizione a chi lo accusa di puntare a scioccare i lettori: «Non so come vedete voi la mia missione di scrittore, ma per me non significa essere tenuto a riconfermare i vostri miti consolidati e i vostri pregiudizi provinciali. Il mio lavoro non è cullarvi con una falsa sensazione di bontà dell'universo. Questa meravigliosa e terribile occupazione che consiste nel ricreare il mondo in un altro modo, ogni volta nuovo e straniero, è un atto di guerriglia rivoluzionaria. Smuovo le acque. Vi do fastidio. Vi faccio colare il naso e lacrimare gli occhi. Consumo la mia vita e chilometri di materiale viscerale in una gloriosa e dolorosa serie di raid notturni contro l'autocompiacimento. Il mio destino è svegliarmi con rabbia ogni mattina, e andare a dormire alla sera ancor più arrabbiato. Tutto questo per cercare l'unica verità che sta al centro di ogni pagina di narrativa mai scritta: siamo tutti nella stessa pelle... ma per il tempo che ci vuole a leggere questi racconti ho solo la bocca. [...] È questo il mio lavoro. Smuovere le acque, mordervi la coscia, farvi arrabbiare in modo che la conversazione prosegua. Non invitatemi a una festa per fare una piacevole chiacchierata. Voglio ascoltare il suono della vostra anima. Così poi lo posso tradurre nei terrori mortali che tutti condividiamo e spararvelo addosso trasformato magicamente, rimodellato sotto forma di favola divertente o spaventosa. [...] Ecco perché vi dico tutto questo, e perché scrivo per scioccarvi e farvi infuriare e terrorizzarvi. Per dirvi con amore e partecipazione che non siete soli.»

## Racconti contenuti
- Jeffty ha cinque anni (Jeffty Is Five) (1977)
- Com'è la vita notturna su Sissalda? (How's the Night Life on Cissalda?) (1977)
- Sudore da flop (Flop Sweat) (1979)
- Lo faresti per un penny? (Would You Do it For a Penny?) (1967), scritto in collaborazione con Haskell Barkin
- L'uomo che pensava solo alla vendetta (The Man Who Was Heavily Into Revenge) (1978)
- Il bottegaio (Shoppe Keeper) (1977)
- Tutte le menzogne che sono la mia vita (All the Lies That Are My Life) (1980)
- Django (1978)
- Conta le ore che segnano il tempo (Count the Clock That Tells the Time) (1978)
- Nel quarto anno della guerra (In the Fourth Year of the War) (1979)
- Vivo e vegeto in un viaggio solitario (Alive and Well on a Friendless Voyage) (1977)
- Tutti gli uccelli tornano a posarsi al nido (All the Birds Come Home to Roost) (1979)
- Oppio (Opium) (1978)
- L'altro occhio di Polifemo (The Other Eye of Polyphemus) (1977)
- L'esecutore dei bambini deformi (The Executioner of the Malformed Children) (1978)
- Spezzabato (Shatterday) (1975)

### Jeffty ha cinque anni
Pubblicato originariamente su The Magazine of Fantasy and Science Fiction del luglio 1977.
È stato antologizzato nella raccolta annuale Nella sala dei re marziani. Il meglio della fantascienza nel 1978 (The 1978 Annual World's Best SF) (1978), a cura di Donald A. Wollheim e Arthur W. Saha. È stato presentato anche nel volume I Premi Hugo 1976-1983 (1984), a cura di Sandro Pergameno.
Ha vinto il Premio Hugo, il Premio Nebula, il British Fantasy Award e il sondaggio annuale della rivista Locus per il miglior racconto breve.
Ellison ha avuto l'idea di un bambino fermato nel tempo all'età di cinque anni durante una festa dei suoi amici Walter e Judy Koenig, dall'aver osservato ammirato il loro dolce e curioso figlioletto Josh e dall'aver udito male un commento di uno dei presenti.

### Com'è la vita notturna su Sissalda?
Pubblicato originariamente nell'antologia Chrysalis (1977).
È stato presentato anche nella raccolta Fantasex (Alien Sex) (1990), a cura di Ellen Datlow. Nell'edizione italiana, il racconto è intitolato Vita notturna a Cissalda e tradotto da Nicoletta Vallorani.

### Sudore da flop
Pubblicato originariamente su Heavy Metal del marzo 1979.
Il racconto è stato scritto tra le tredici e le diciannove e trenta del 21 dicembre 1977, per essere letto dal vivo quella sera stessa al talk show radiofonico condotto da Carole Hemingway sulla rete radiofonica di Los Angeles KABC.

### Lo faresti per un penny?
Pubblicato originariamente su Playboy dell'ottobre 1967.
Il racconto è stato scritto in collaborazione con Haskell Barkin, miglior amico di Ellison per oltre vent'anni, «una delle poche persone che mi rimprovera quando mi comporto male, e lo fa in un modo così saggio e amorevole che smetto di fare quello che sto facendo e cambio il mio modo di comportarmi». Barkin ha avuto l'idea e scritto una prima, breve versione, Ellison ne ha realizzato la stesura finale.
Proprio con questo racconto Ellison è riuscito ad essere pubblicato per la prima volta sulla rivista Playboy, a cui aveva proposto per anni le sue opere migliori senza alcun successo.

### L'uomo che pensava solo alla vendetta
Pubblicato originariamente su Analog dell'agosto 1978.

### Il bottegaio
Pubblicato originariamente nell'antologia The Arts and Beyond (1977).

### Tutte le menzogne che sono la mia vita
Pubblicato originariamente in edizione limitata nel 1980.
È stato candidato al Premio Hugo per il miglior romanzo breve.
Il racconto ha avuto una gestazione lunga dodici anni: «gli ci è voluto tutto quel tempo per venire su ed essere partorito. Ne conoscevo pezzi e bocconi molto tempo fa; ma le altre parti, semplicemente non ero abbastanza vecchio o abbastanza consapevole di me stesso da poterle capire. [...] Certi racconti rifiutano di farti accedere finché non sono sicuri che sai cosa diavolo stai facendo».

### Django
Pubblicato originariamente su Galileo del gennaio 1978.
L'autore ha scritto questo racconto seduto nella vetrina della libreria Avenue Victor Hugo di Boston, tra l'8 e il 9 novembre 1977, ascoltando la musica di Django Reinhardt, «il più grande chitarrista jazz mai vissuto» al quale il racconto è dedicato.

### Conta le ore che segnano il tempo
Pubblicato originariamente su Omni del dicembre 1978.
Ha vinto il sondaggio annuale della rivista Locus ed è stato candidato al Premio Hugo per il miglior racconto breve.
L'autore ha iniziato il racconto il 12 ottobre 1975, presso il Loch Tummell, in Scozia, e lo ha terminato il 3 settembre 1978, durante lo svolgimento della l'IguanaCon, la XXXVI SF World Convention, alla quale presenziava come ospite d'onore e al termine della quale avrebbe ricevuto l'ennesimo Premio Hugo con Jeffty ha cinque anni. Per rendersi accessibile ai partecipanti della Worldcon senza distogliere tempo alla scrittura, Ellison si è sistemato per quattro giorni in un mezzanino dello Hyatt Regency Hotel di Phoenix, in piena vista, scrivendo e via via affiggendo ai muri il racconto in progress perché potesse essere letto.
Il racconto è aperto dal Sonetto XII di William Shakespeare, dal cui primo verso (When I do count the clock that tells the time) è tratto il titolo (Count the Clock That Tells the Time).

### Nel quarto anno della guerra
Pubblicato originariamente su Midnight Sun n. 5 del 1979.
Il racconto è aperto da quattro versi tratti dall'ode di John Dryden La festa di Alessandro (Alexander's Feast) del 1697.

### Vivo e vegeto in un viaggio solitario
Pubblicato originariamente su The Magazine of Fantasy and Science Fiction del luglio 1977.
Questo racconto, che l'autore a differenza delle proprie abitudini ha consapevolmente intriso di un simbolismo insistito, è nato dal dolore per essere stato lasciato dalla moglie ed è stato stimolato da un verso di una canzone di Jacques Brel, ascoltata durante una rappresentazione di Jacques Brel is Alive and Well and Living in Paris.

### Tutti gli uccelli tornano a posarsi al nido
Pubblicato originariamente su Playboy del marzo 1979.
Secondo Ellison, in tutta la sua carriera in sole due occasioni l'intervento di un editor l'ha portato al di sopra delle proprie capacità, dando un contributo determinante alla riuscita dell'opera, e questo racconto è il caso più significativo, tanto da considerarlo uno dei suoi racconti migliori e «certo uno dei più dolorosi». L'editor di Playboy Victoria Chen Haider l'ha spinto ad affrontare un periodo cruciale del suo passato, il disastroso primo matrimonio con una donna afflitta da problemi psichiatrici, per dare «l'anima della tenebra» ad un racconto che, pur non essendo autobiografico, trae ispirazione della sua esperienza personale. Ellison ha potuto collaborare con la Haider quest'unica volta e non le ha mai parlato di persona, perché è morta in un incidente aereo nel maggio 1979.

### Oppio
Pubblicato originariamente su Shayol del febbraio 1978.
Il racconto è stato inteso come «un piccolo atto di guerriglia» contro il medium televisivo, da leggere proprio in televisione. L'idea alla base è che «l'Entropia cerca di mantenere lo status quo per sostenere il funzionamento del sistema» quindi, se la gente continuerà ad occupare il proprio tempo non lavorativo fuggendo dal Mondo Reale (attraverso «sesso facile, religione fondamentalista, romanzi da quattro soldi, film senza cervello, sbronze, droga, fantasy di spada e magia, interminabili sedute davanti alla televisione, fast food o minigolf»...), questo potrebbe cambiare magicamente per riconquistare l'attenzione delle persone che vi abitano.

### L'altro occhio di Polifemo
Pubblicato originariamente su Cosmos del novembre 1977.

### L'esecutore dei bambini deformi
Pubblicato originariamente nell'Iguanacon Program Book del 1978.

### Spezzabato
Pubblicato originariamente su Science Fiction Monthly dell'agosto 1975.
È stato candidato al Premio Nebula per il miglior racconto breve.

## Opere derivate
Spezzabato è diventato nel 1985 il primo episodio della prima stagione della seconda serie di Ai confini della realtà (The Twilight Zone) (1985-1989), diretto da Wes Craven ed interpretato da Bruce Willis.

## Edizioni
- Harlan Ellison, Shatterday, Houghton Mifflin, 1990,  p. 332, ISBN 978-0-395-28587-9.
- Harlan Ellison, Idrogeno e idiozia, traduzione di Umberto Rossi, postfazione di Valerio Evangelisti, collana AvantPop n. 7, Fanucci, 1999,  p. 378, ISBN 88-347-0685-4.